# Sitta azurea
El trepador azur (Sitta azurea) es una especie de ave paseriforme de la familia Sittidae.
Es un trepador de tamaño mediano, y mide 13.5 centímetros (5.3 pulgadas) de longitud. La especie, que carece de dimorfismo sexual, tiene una peculiar coloración que lo diferencia de cualquier otro miembro de su género. Su cabeza es negra y sus partes superiores azul oscuro-azul negruzco terminan en plumas azuladas con púrpura. Las alas están bordeadas de negro. La garganta y el pecho son blancos o de un color ante desgastado, que contrasta con las partes superiores y el vientre de un azul muy oscuro; las plumas son generalmente claras, grises azuladas o moradas.
El trepador azur se encuentra en la península de Malaca e Indonesia, en las islas de Sumatra y Java, donde habita en los bosques húmedos de tierras bajas tropicales o subtropicales y los bosques montanos húmedos tropicales o subtropicales por encima de 900 m (3000 pies) de altitud. Su ecología es poco conocida, pero se alimenta de pequeños invertebrados que encuentra en los árboles; la reproducción tiene lugar de abril a junio o julio.
Se distinguen tres subespecies: S. a. expectata, S. a. nigriventer y S. a. azurea, que varían principalmente en la coloración de sus mantos, pechos y vientres. Son aparentes parientes muy cercanos de especies como el trepador piquirrojo (S. frontalis), el trepador piquigualdo (S. solangiae) y el trepador filipino (S. oenochlamys). La población de la especie no se ha estimado con precisión, pero parece estar libre del riesgo de extinción debido a la amplitud de su difusión. Ha sido clasificado como de «preocupación menor» por la Unión Internacional para la Conservación de la Naturaleza.

## Descripción

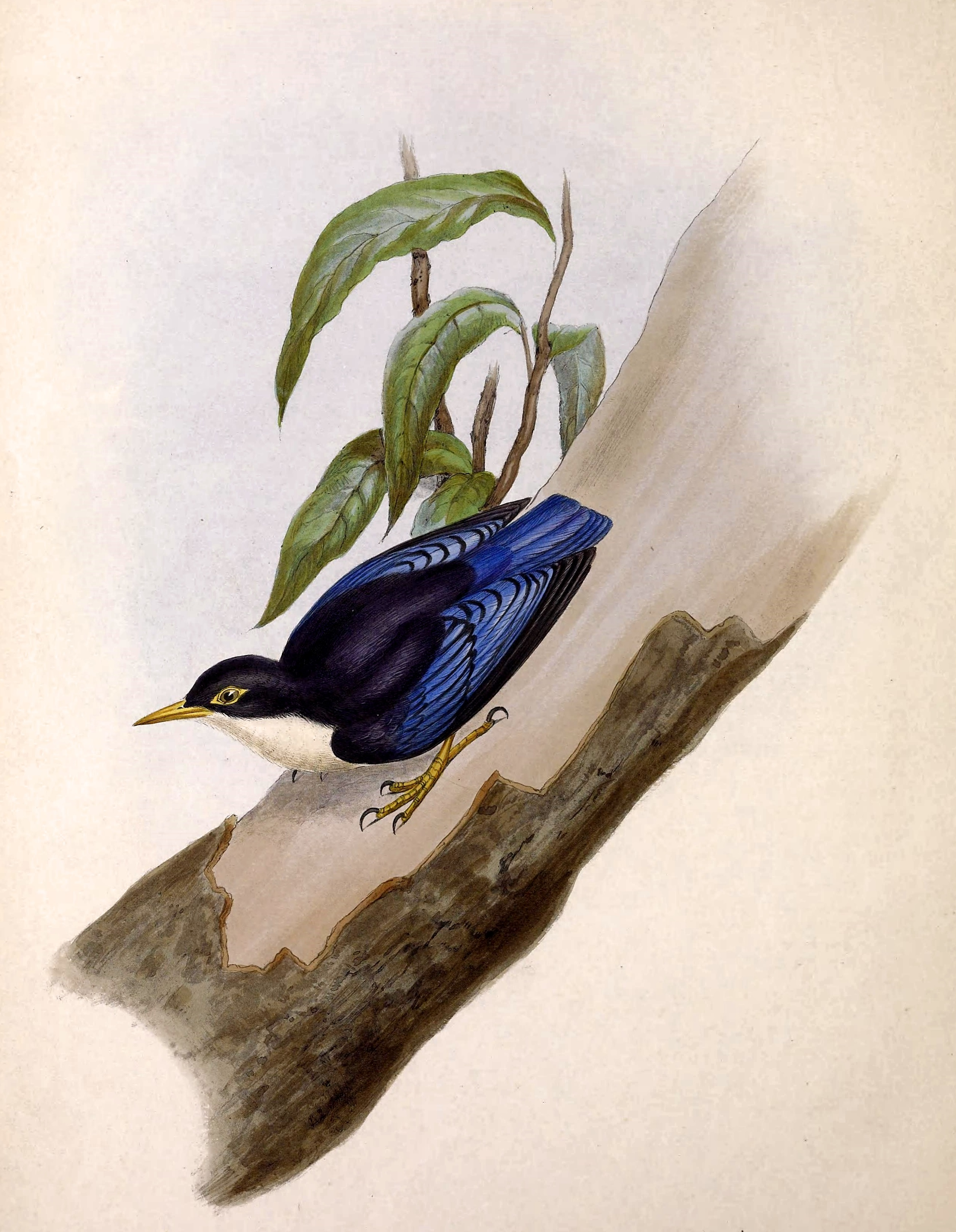
Dibujo de las subespecies Sitta azurea nigriventer por David William Mitchell y Joseph Wolf, para Genera of Birds de George Robert Gray (c. 1844-1849).

La apariencia del trepador azur difiere significativamente de todos las demás sitas. Los tres grupos taxonómicos de las especies, nominados como S. azurra y otras dos subespecies, varían principalmente en la coloración de sus mantos, pechos y vientres. Todos son blancos y negros en general —especialmente cuando es observado en condiciones de poca luz en la que su color azul oscuro no es evidente— pero su plumaje superior está atrevesado por marcados contrastes cobalto, azur y otros tonos más claros de azul, así como grises y morados. La cabeza es de color negro o azul negruzco con un amplio anillo ocular azul pálido. Las partes superiores son azules oscuro en el manto o púrpura en algunas subespecies. Las timoneras (plumas de vuelo) son azules pálidas en el medio, con un borde negro, y contrastan fuertemente con las áreas oscuras del obispillo. La garganta y el pecho son de color blanco, o  de un ante desgastado, sobre todo en la subespecie S. a. nigriventer. El vientre y abdomen son negruzcos, y contrastan con las coberteras azules-grises o de color púrpura. El pico es color lavanda, ligeramente teñido de verde y negro en la punta; las patas son azules a grises pálidos y las garras son de color pizarra o negro.
No hay dimorfismo sexual significativo, pero el ornitólogo japonés Nagamichi Kuroda describió que la hembra tiene partes superiores ligeramente más apagadas. Los jóvenes son similares a los adultos, pero con el píleo y las coberteras de los oídos más opacos, tirando a un yeso marrón. El vientre es tiene coberteras negros apagados y las plumas bajo la cola están variablemente bordeadas con un blanco cremoso. El pico de los menores es negruzco, con una base de color rosa. Los adultos experimentan una muda parcial antes de la temporada de cría (de febrero a marzo en S. a. expectata; de marzo a abril en S. a. azurea) que involucran garganta, pecho y manto; una muda completa tiene lugar después de la época de reproducción (de marzo a abril y agosto en Java y en Malasia).
La especie es de tamaño mediano en comparación con otros trepadores, ya que llega a medir 13.5 centímetros (5.3 pulgadas) de longitud. La medidas del ala pleaga son 75 83 mm (3.0 a 3.3 pulgadas) en los machos y de 75 a 85 mm (3.0 a 3.3 pulgadas) en las hembras. La cola tiene de 41 a 45 mm (1.6 a 1.8 pulgadas) en los machos y de 39.5 milímetros (1.56 pulgadas) a 46 milímetros (1.8 pulgadas) en las hembras. Las medidas de pico son de 16.1 a 17.6 mm (de 0.63 a 0.69) de longitud, y del tarso es de 15 a 18 mm (de 0.59 a 0.71 pulgadas). El peso no está conocido, pero puede ser comparable a la de trepador de Cabilia (S. ledanti), que también mide 13.5 centímetros (5.3 pulgadas) de largo, y pesa entre 16.6 gramos (0.59 oz) y 18 gramos (0.63 oz).
Es único trepador que comparte su gama es el trepador piquirrojo (S. frontalis), que cubre completamente la distribución del trepador azur, pero estas dos especies no se confunde fácilmente.

Las tres subespecies del trepador azur y sus características morfológicas distintas
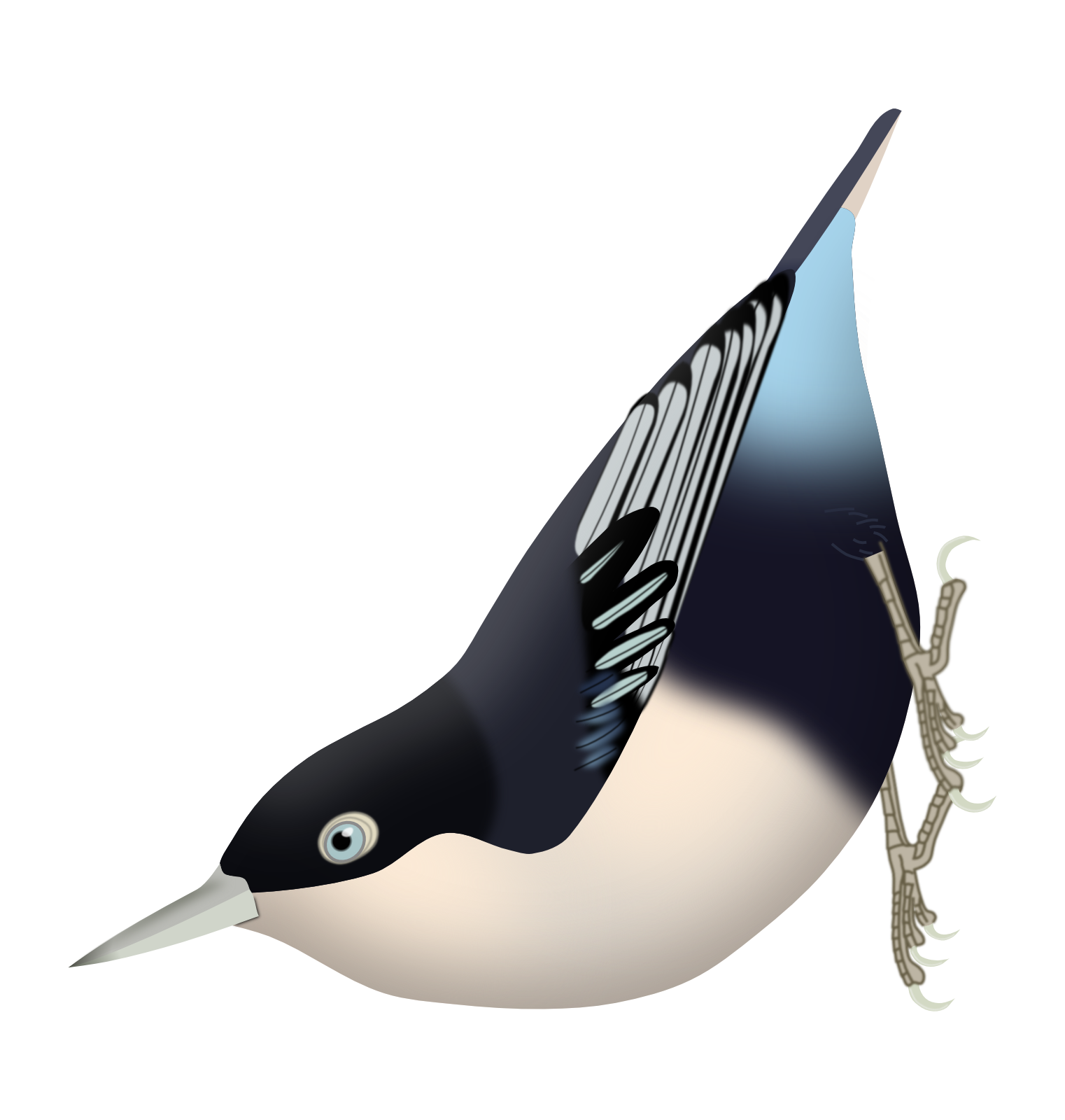
Sitta azurea expectata (téngase en cuenta las partes superiores de color azul oscuro y coberteras azules).
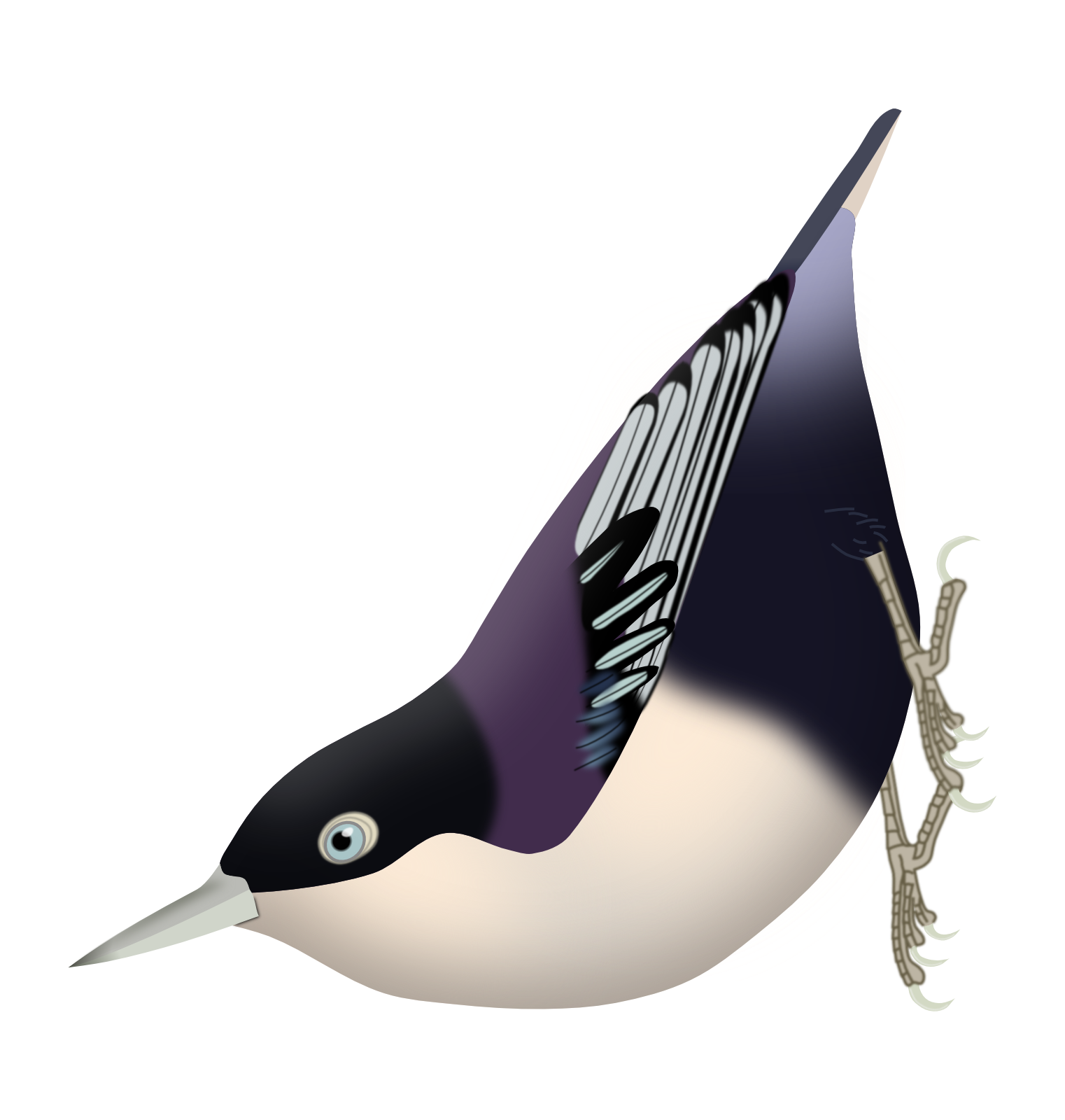
Sitta azurea azurea (note las partes superiores color púrpura y coberteras violeta).
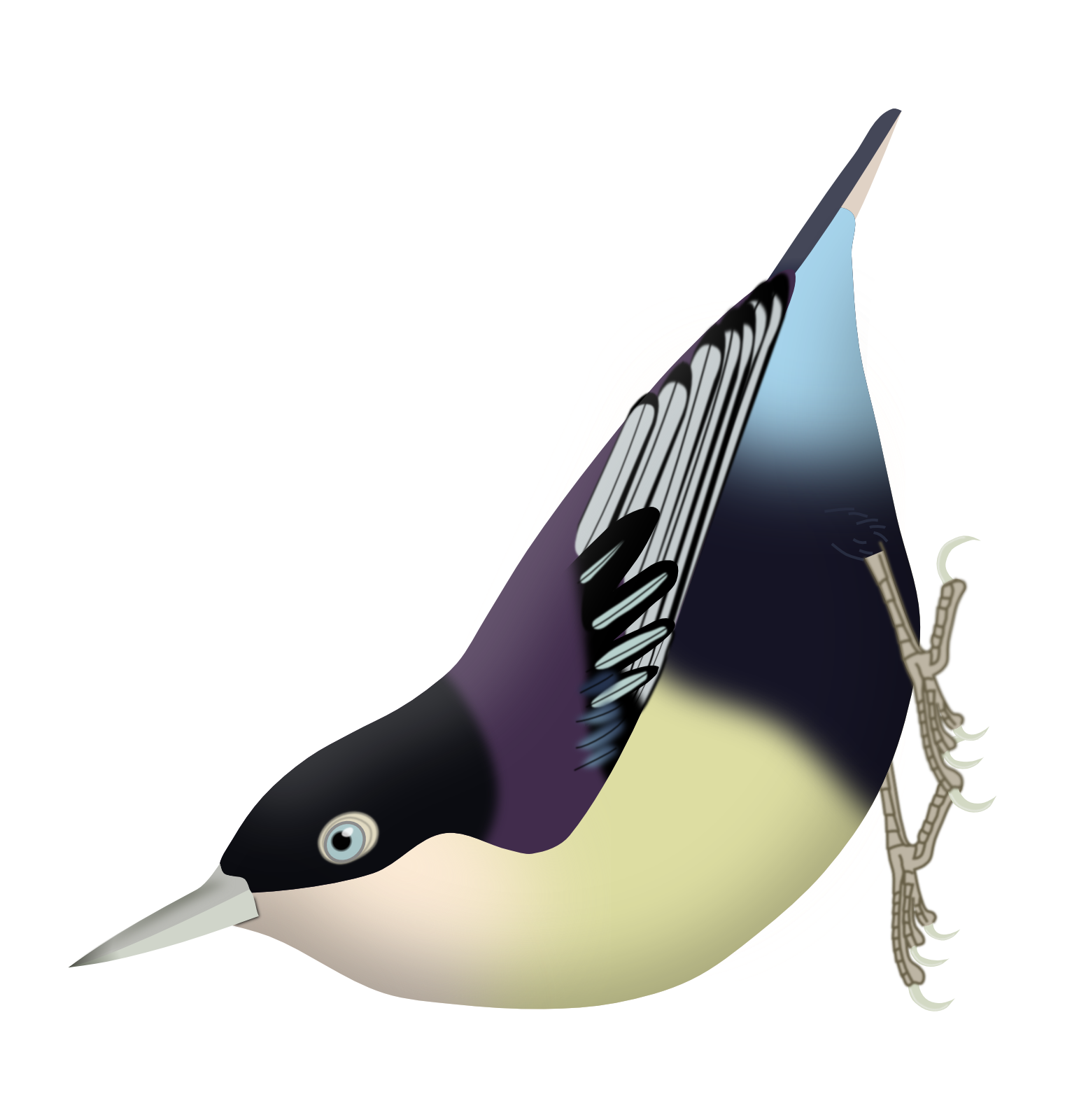
Sitta azurea nigriventer (observe las partes superiores color azul púrpura, coberteras azules y vientre color ante).

## Taxonomía
Las sitas constituyen un género —Sitta— de pequeñas aves paseriformes de la familia Sittidae, que se caracterizan por sus alas cortas y comprimidas, de forma cuadrada, con 12 plumas, colas cortas, cuerpos compactos, picos puntiagudos bastante largos y fuertes pies con garras largas, así como su comportamiento, por su singular forma de mover su cabeza al descender los troncos de los árboles. La mayoría de los trepadores tienen partes superiores grises o azules y una línea negra que atraviesa los ojos. Sitta deriva del nombre griego antiguo para los trepadores (σιττη [sittē]). En inglés Nuthatch («trepador»), registrado primero en 1350, deriva de nut y una palabra probablemente relacionados con hack, ya que estas aves escarban buscando las nueces que han guardado en las grietas de los árboles. El género puede ser dividido en siete subgéneros, de los cuales S. azurea pertenece a Poecilositta (Buturlin, 1916).
El trepador azur fue descrito por primera vez en 1830 bajo su actual nombre binomial, Sitta azurea, por el naturalista francés René Primevère Lesson (1794-1849). En 2006, el ornitólogo Edward C. Dickinson propuso una revisión del género de las sitas, en el que ciertas especies se separaron en géneros separados, y se basó en las características morfológicas distintas. Sugirió como candidatos el trepador piquirrojo (S. frontalis) y el trepador azur. La morfología fue descrita como «la más aberrante… a pesar de un rasgo característico compartido  (bordes blancos en las plumas de las alas) con Sitta formosa», y que al hacerlo, a su vez, requería fuera separado el trepador hermoso (S. formosa) también. Afirmó, sin embargo, que un estudio molecular estaría justificado antes de cualquier reclasificación.
En 2014, Éric Pasquet et al publicó una filogenia basada en el examen de ADN nuclear y mitocondrial de veintiún especies de trepadores. La posición del trepador azur dentro del género no se ha establecido con certeza, porque tiene una asociación estadística muy inferior a muchos otros en el modelo. Sin embargo, en los hallazgos de la especie parece mejor representado por un clado que comprende el trepador piquirrojo y el trepador filipino (S. oenochlamys), y probablemente el trepador piquigualdo (S. solangiae), a pesar de no estar en el estudio del grupo muestra. Estos trepadores asiáticos tropicales son en sí mismos un clado hermano de uno que comprende el subgénero Sitta (Micrositta) —en ocasiones llamado el grupo canadensis—, además del trepador cabecipardo (S. pusilla) y el trepador enano (S. pygmaea).
Según el  Congreso Ornitológico Internacional y Alan P. Peterson, existen tres subespecies:
- S. a. expectata (Hartert, 1914), descrito en 1914 por el ornitólogo alemán Ernst Hartert como Callisitta azurea expectata de un holotipo tomado en el paso Semangko de la península malaya en Pahang;[20] también se encuentra en Sumatra;[18]
- S. a. nigriventer (Robinson y Kloss, 1919), descrita en 1919 por los zoólogos británicos Herbert Christopher Robinson y Cecil Boden Kloss como Poliositta azurea nigriventer de un holotipo tomado en el monte Gede,[21][22] al oeste de Java, Indonesia.[18] El ornitólogo británico William Swainson había descrito la subespecie bajo el nombre Dendrophila flavipes en 1838, pero este ha sido utilizadp poco, y se puede considerar una nomen oblitum («nombre olvidado» en latín);[23] y,
- S. a. azurea (Lesson, 1830), la subespecie nominal, fue descrita en 1830 por René-Primevère Lesson[15] a partir de una muestra tomada posiblemente en el estratovolcán Arjuno-Welirang;[22] habita en Java central y oriental.[18]

## Ecología y comportamiento

### Voz
El repertorio vocal del trepador azur es bastante variado y es una reminiscencia del trepador piquirrojo y, en menor medida, el trepador filipino. De acuerdo con Aves del Mundo, las vocalizaciones del trepador azur son: un suave «tup» o «tip», un abrupto «whit», una fino sibilbido «sit» y un completo, resonante y enfático «chit»; las notas entusiásticas «chit» y «sit» son dados en ocasiones en repeticiones cortas y rápidas, «chi-chit, chit-chit-chit» o «chir-ri-rit», que se puede extender en una serie rápida que se acelera en trinos staccatos «tititititititik», o incluso parecerse a un sonajero bobinado, «tr-r-r-r-r-r-t». También un fino y chillante «zhe» y «zhe-zhe», y nasal «snieu» o «kneu» (como el sonido de juguete chillón); el llamado de vuelo es un bullicioso «chirr-u».

### Alimentación
El trepador azur es muy activo, frecuentemente es visto volando en parejas, en grupos más grandes, o en una mezcla de especies alimentándose en bandadas. Se alimenta de invertebrados, de los cuales algunos han sido identificados como particularmente comunes en su dieta, incluyendo especies de escarabajos (Zopheridae), el típico saltaperico (Elateridae), crisomélidos (en la subfamilia Eumolpinae), arañas y orugas de la polilla. Por lo general, come sus presas en la mitad superior de los árboles grandes, y ocasionamente en árboles más pequeños. >Aunque prefiere escarbar en troncos de árbol, el pájaro protege sus córneas de cualquier corteza y otros residuos mediante la contratación de la piel desnuda alrededor de sus ojos —una adaptación, al parecer, única de la especie—.

### Reproducción
La reproducción en la especie no ha sido ampliamente estudiada. El nido está hecho en el pequeño hueco de un árbol donde pone de tres a cuatro huevos blancos decolorados, tirando a lavanda y densamente moteados de color marrón rojizo y gris, y miden 19.3 x 13.4 mm (0.76 x 0.53 pulg). En Malasia peninsular, se observó que los jóvenes solo alcanzan la madurez a finales de junio; en la isla de Java, la época de reproducción se lleva a cabo entre abril y julio, y en Sumatra se observó un adulto alimentando a sus crías el 9 de mayo.

### Predadores
Poco se ha informado específicamente sobre los depredadores de trepador azur, pero un espécimen fue visto congelado durante el paso de un águila milana (Ictinaetus malayensis).

## Distribución y hábitat

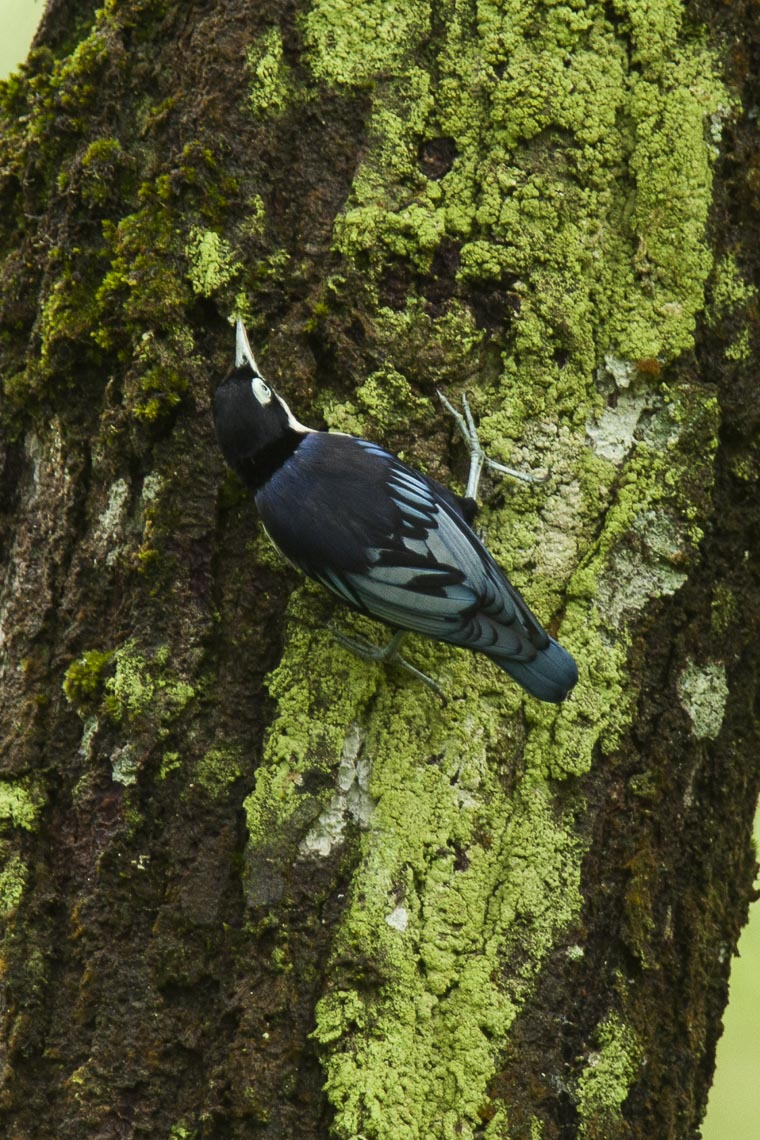
Ejemplar de la subespecie S. a. expectata en un tronco, en las colinas Fraser (Malasia).

Esta especie vive en la península de Malaca (en el extremo sur de Tailandia y el norte de Malasia) y en Indonesia en las islas de Sumatra y Java. En Malasia, la especie ha sido observada en Bukit Larut, en el estado de Perak, en las montañas Titiwangsa, en el sur de Hulu Langat, en el estado de Selangor, así como algunas poblaciones aisladas en las laderas del gran monte Benom en el estado de Pahang, en el monte Tahan ubicado en la frontera Pahang-Kelantan, en el monte Rabong en Kelantan y en el monte Padang en el sultanato de Terengganu. En Sumatra, el ave se encuentra bordeando la cordillera de Barisan, y se ha observado en las tierras altas de Gayo de la provincia de Aceh, las tierras altas batak del norte de Sumata, y el Dempo al sur de la isla.
El trepador azur se encuentra típicamente en las montañas, donde habita en los bosques húmedos tropicales o subtropicales de tierras bajas y los bosques montanos húmedos tropicales o subtropicales. En Malasia, se encuentra desde 1070 m (3510 pies) hasta el punto más alto del país en 2186 m (7172 pies). En Sumatra, la especie ha sido reportada en un rango altitudinal de entre 900 m (3000 pies) y 2400 m (7900 pies), y en Java, entre 915 m (3.002 pies) y 2745 m (9006 pies). El ornitólogo John MacKinnon ha reportado más de un raro avistamiento en altitudes más bajas en las llanuras de Java.

## Estado de conservación
El trepador azur es un ave común en Sumatra, incluyendo la zona de Kerinci, y relativamente común en Malasia y Java. Tiene una amplia área de distribución, acercándose a 361 000 km² (139 000 millas cuadradas) de acuerdo con BirdLife International. La población no se ha estimado con precisión pero se considera importante y de bajo riesgo, aunque en algunas partes es probable el declive debido a la destrucción y fragmentación de su hábitat. La especie ha sido clasificada como de «preocupación menor» por la Unión Internacional para la Conservación de la Naturaleza.